# Aaron Schoenfeld
Aaron Maxwell Schoenfeld (Hebreeuws: אהרון מקסוול שוינפלד) (Knoxville, 17 april 1990) is een Amerikaans-Israëlisch voormalig voetballer die doorgaans speelde als aanvaller. Tussen 2011 en 2021 was hij actief voor Portland Phoenix, Columbus Crew, Dayton Dutch Lions, Maccabi Netanja, Hapoel Tel Aviv, Maccabi Tel Aviv, Minnesota United en Austin.

## Carrière
Schoenfeld speelde op de Bearden High School. Later vertrok hij naar de East Tennessee State University opleverde. Voor het voetbalteam van die universiteit scoorde hij twintig doelpunten in tweeënzeventig wedstrijden, waar hij ook nog tien assists gaf. In de tweede ronde van de MLS Supplemental Draft werd Schoenfeld als twintigste gekozen, door Montreal Impact. Hij werd echter weer verhandeld aan Columbus Crew op 23 maart 2012, in ruil voor een eerdere keuzemogelijkheid voor Impact. De dag na zijn transfer debuteerde hij in het profvoetbal, tegen Impact. Hij mocht in dat duel in de negenenzestigste minuut invallen en hij won met zijn team met 2–0. Op 20 oktober 2013 maakte hij tegen New England Revolution zijn eerste professionele doelpunt voor Columbus Crew. In 2014 speelde Schoenfeld op huurbasis voor Dayton Dutch Lions. Voor die club kwam hij tot twaalf treffers in achttien wedstrijden. Na zijn verhuurperiode speelde hij nog drieëndertig competitiewedstrijden voor Columbus, waarin hij viermaal scoorde. In januari 2016 verkaste Schoenfeld naar Maccabi Netanja. Die club verliet hij al na twee wedstrijden voor Hapoel Tel Aviv. Een jaar later verkaste de aanvaller naar Maccabi Tel Aviv, waar hij zijn handtekening zette onder een verbintenis voor de duur van drieënhalf seizoenen. Begin 2020 keerde Schoenfeld terug naar de Verenigde Staten, waar Minnesota United hem aantrok. Austin nam hem het jaar erna over. Door blessures kwam Schoenfeld hier niet aan spelen toe en na een enkel seizoen vertrok hij weer. Hierop besloot hij op eenendertigjarige leeftijd een punt achter zijn actieve loopbaan te zetten.